# Detwah-lagune
De Detwah-lagune (Arabisch: ديطواح لاجون; DMG: Buḥairat Dīṭwaḥ) is een lagune langs de noordwestkust van het Jemenitische eiland Socotra.

## Geografie
De lagune ligt ruim 50 kilometer ten westen van de luchthaven Socotra. De lagune stond oorspronkelijk in open verbinding met de Golf van Aden. Door de vorming van een zandbank aan oostzijde rond 1964 ontstond een schoorwal en werd het water langzamerhand brak. Recent is de zandbank aan noordoostzijde echter weer opengemaakt om de lagune te kunnen gebruiken als slechtweerhaven voor boten. Het zoutgehalte van de lagune (37-39 ppm) is daarom vergelijkbaar met dat in de open zee. Het tij bedraagt ongeveer een meter.
Aan oostzijde van de lagune rijzen kalksteenrotsen op. In de Alayehgrot aldaar woont de zogenoemde laatste 'grottenman' van Socotra, die populair is bij documentairemakers en toeristen. Aan westzijde liggen een aantal hoge zandduinen. Ongeveer anderhalve kilometer zuidelijker ligt de stad Qalansyah. Aan de zuidoostzijde van de lagune ligt een kampeerterrein. Bewoners uit Qalansyah gebruiken de stranden ten zuiden van de lagune als sportterrein. 

## Klimaat
De gemiddelde jaartemperatuur ligt tussen de 25 en 39 °C en de watertemperatuur rond de 23 °C. De gemiddelde jaarlijkse neerslag ligt onder de 200 millimeter en is lager aan zeezijde dan aan aan de kant van het binnenland en de rotsen aan oostzijde. Regen valt vooral in april, mei en oktober. In de winter (november tot maart) komt de wind doorgaans uit het noordoosten. In de zomer (april tot oktober) komt de wind meestal vanuit de Afrikaanse kust in het zuidwesten. Deze wind is doorgaans erg sterk, droog en heet.

## Flora en fauna
De lagune is een belangrijk fourageer- en broedgebied voor watervogels en andere vogels. Er leven 32 vogelsoorten, waaronder de sterk bedreigde aasgier en de Arabische aalscholver. De laatste soort leeft uitsluitend op zee en mijdt het binnenland.
In de lagune bevinden zich grote zeegrasvelden met soorten als Halodule uninervis en Cymodocea rotundata. De zeegrassen vormen kraamkamers voor jonge vissen en stabiliseren tevens de kustlijn. In de getijdenzone in het noordoosten van de lagune leven sponzensoorten zoals Psuedoceratina arabica en Haliclona bawiana, de spookkrab Ocypode saratan en andere krabben zoals Uca inversa, Grapsus albolineatus en Grapsus granulosus. De lagune herbergt kwetsbare roggensoorten zoals Himantura uarnak, Pastinachus sephen, de blauwgespikkelde pijlstaartrog en de gespikkelde waaierstaartpijlstaartrog. 
Op de kust groeien endemische wolfsmelksoorten als Croton socotranus en Jatropha unicostata. Op de schoorwal leven krabben zoals Ocypode ceratophthalmus.

## Bescherming
In 2003 waren er plannen om een weg van Qalansyah naar Hadiboh aan te leggen door de lagune heen. De president van Jemen gebood toen echter om deze weg via een bestaande route aan te leggen om de lagune heen. Dat jaar werd ook de hele Socotra-archipel vanwege haar waarde als hotspot voor biodiversiteit en endemisme aangewezen tot UNESCO-biosfeerreservaat en in 2008 tot UNESCO-werelderfgoed. Inde  tussentijd trad Jemen in 2007 toe tot de Conventie van Ramsar waardoor ongeveer 580 hectare van de lagune (als enige van het land) werd aangewezen als Ramsargebied.

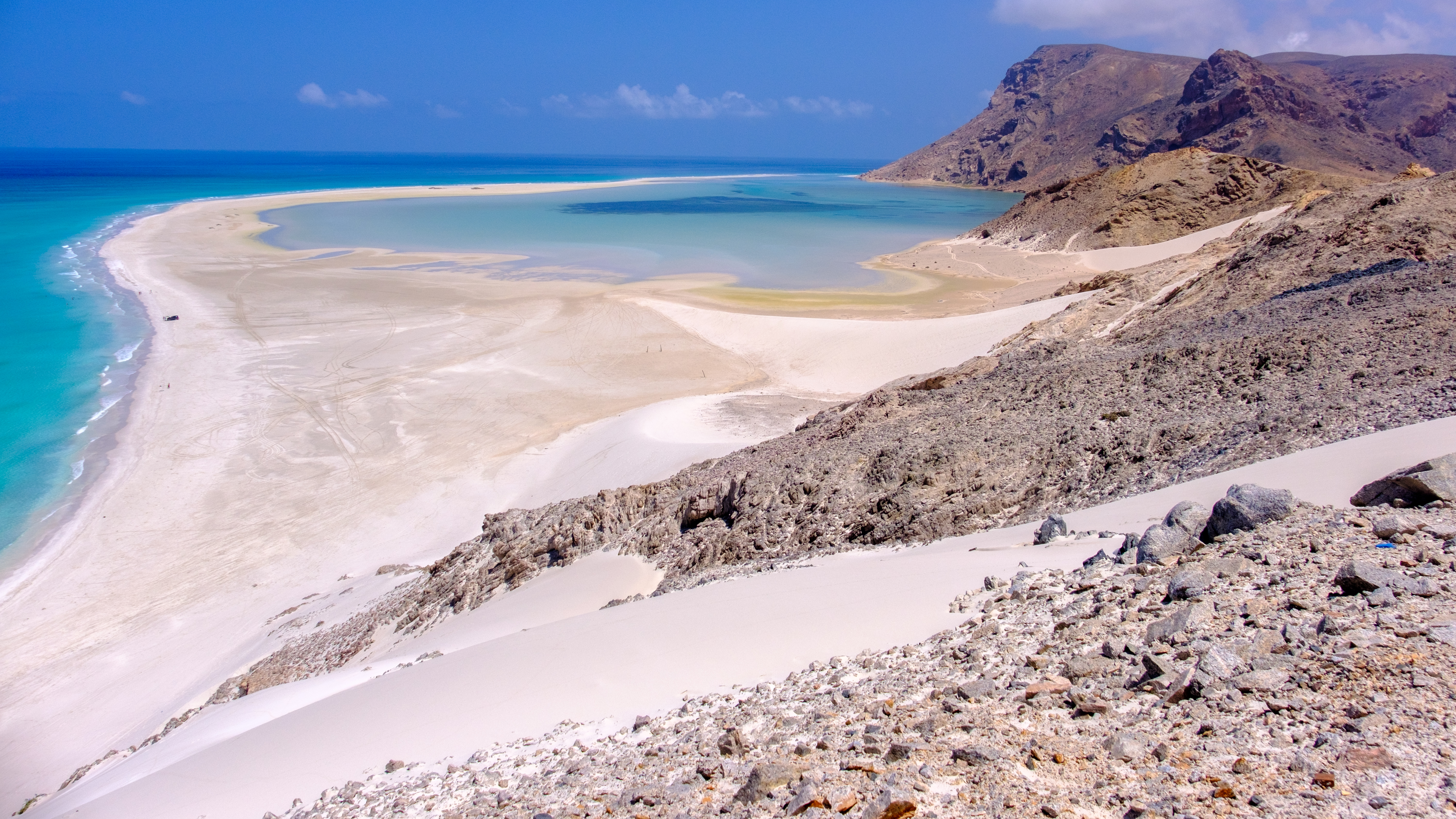
Overzicht over de Detwah-lagune vanaf de rotsen bij Qalansyah